# الاسم اللاتيني لسحق الذرات الذي لا يمكن التنبؤ به
هو اسم لاتيني اسم كريتيوس قدم إلى الانحراف لا يمكن التنبؤ بها من ذرات، من أجل الدفاع عن ذري مذهب أبيقور. في اللغة الإنجليزية الحديثة، أصبحت تعني عمومًا ميلًا أو تحيزًا.

## الأبيقورية
بمقتضى لوكريتيوس، ينتج الانحراف غير المتوقع «في أي مكان أو وقت محددين»:
عندما تبدأ الذرات بالتحرك للأسفل مباشرة عبر الفراغ حسب وزنها، فإنها تنحرف قليلاً في الفضاء في وقت غير مؤكد تمامًا وفي أماكن غير مؤكدة، بما يكفي لتقول إن حركتها قد تغيرت. لكن إذا لم يكونوا معتادون على الانحراف، لكانوا جميعًا يسقطون مباشرة عبر أعماق الفراغ، مثل قطرات المطر، ولن يحدث تصادم، ولن تحدث أي ضربة بين الذرات. في هذه الحالة، لن تنتج الطبيعة شيئًا
وهذا الانحراف، بحسب لوكريتيوس، يوفر «الإرادة الحرة التي تتمتع بها الكائنات الحية في جميع أنحاء العالم». لا يقدم لوكريتيوس أبدًا السبب الرئيسي للانحرافات.

## الاستخدام الحديث
في اللغة الإنجليزية الحديثة، يتم تعريف كلينامين بأنه ميل أو تحيز. إنه يعني أن المرء يميل أو منحازًا نحو تقديم كلينامين معقول ولكن غير قابل للإثبات عندما لا يمكن العثور على آلية معينة لدحض حجة موثوقة ضد فرضية أو نظرية المرء. في مكتب المدير التنفيذي يعطي استخدامه لأول مرة سجلت باللغة الإنجليزية من قبل جوناثان سويفت في كتابه 1704 حكاية من حوض ix.166، المسيئة للنظرية ذري من أبيقور:
كان أبيقور يأمل بتواضع أن يتحد، في وقت أو آخر، اجتماع مصادف معين لجميع آراء الرجال - بعد التبادلات الدائمة، الحادة مع الأملس، الخفيف والثقيل، المستدير والمربع - من خلال كلينامينا معينة، في المفاهيم من الذرات والفراغ، كما فعلت في أصول كل الأشياء. 
استخدم المصطلح هارولد بلوم لوصف ميول الكتاب إلى «الانحراف» عن تأثير أسلافهم؛ إنه أول كتاب له «نسب المراجعة» كما هو موصوف في قلق التأثير .
في كتابه «الاختلاف والتكرار» ، يستخدم جيل دولوز المصطلح في وصفه لـ «التعددية». بالإضافة إلى ذلك، هناك كتاب فرنسيون آخرون مثل سيمون دي بوفوار، جاك لاكان، جاك دريدا،[بحاجة لمصدر] جان لوك نانسي،[بحاجة لمصدر] استخدم آلان باديو، لويس ألتوسير، وميشيل سيريس كلمة «كلينامين» في كتاباتهم على نطاق واسع، وإن كان ذلك بمعاني مختلفة جدًا.
يعتبر مفهوم لوكريتيوس أساسيًا في كتاب «الانحراف: كيف أصبح العالم حديثًا» ، بقلم ستيفن جرينبلات.
تم تعريف "Clinamen" بواسطة ألفريد جاري في الفصل 33 من مآثره وآراء الدكتور Faustroll ، طبيب باتافيزيك . برزت الفكرة لاحقًا في العلم التخيلي لكلية باتافيزيقا مستوحاة من جاري، ولا سيما في التقويم الأبدي والأدب التجريبي لأوليبو. تظهر الكلينامين كعنصر في الممارسة الفنية لرودني جراهام - الذي قال إنه يوجه عمله بشكل عام.
كلينامين هو أيضًا مصطلح يستخدم في نظرية الأنظمة المطبقة على علم الأحياء.